# Benno von Wiese
Benno von Wiese, eig. Benno Georg Leopold von Wiese und Kaiserswaldau (* 25. September 1903 in Frankfurt am Main; † 31. Januar 1987 in München), war ein deutscher Germanist.

## Leben und Werk
Benno von Wiese wurde als Sohn des Soziologen Leopold von Wiese, der seit 1919 Professor für Soziologie an der Universität zu Köln war, geboren. Nach dem Besuch des Gymnasiums in Köln und Görlitz studierte er in Leipzig (1923–1924), Wien (1924), erneut in Leipzig (1924–1925) und anschließend von 1925 bis 1927 in Heidelberg bei Friedrich Gundolf und Karl Jaspers, bei dem er 1927 promovierte. Nach einem kurzen Studienaufenthalt in Berlin (1927–1928) habilitierte sich von Wiese 1929 in Bonn.
Von 1929 bis 1932 war Benno von Wiese als Privatdozent an der Universität Bonn tätig, ehe er 1932 einen Ruf an die Universität Erlangen erhielt, wo er von 1932 bis 1943 außerordentlicher Professor für deutsche Literaturgeschichte war. 1943 erhielt von Wiese einen Ruf an die Universität Münster und trat die dortige Professur 1945 an. Unter seinen Münsteraner Doktoranden waren unter anderem Lotte Köhler (1948 promoviert), ihr späterer Ehemann Hans Joachim Schrimpf (1951), der bei Wiese 1962 auch habilitierte, sowie  Karl Otto Conrady (1953). In Münster wohnte er in der Maximilianstraße 1 im Kreuzviertel.
Von 1957 bis 1970 lehrte von Wiese als ordentlicher Professor für Neuere deutsche Sprache und Literatur an der Universität Bonn und leitete hier über 10 Jahre die Studiobühne. 1964 wurde er Mitglied der Nordrhein-Westfälischen Akademie der Wissenschaften und der Künste. 1958 bis 1978 war er Mitherausgeber der Schiller-Nationalausgabe. Große Popularität genießt auch seine Weiterführung der Gedichtesammlung Deutsche Gedichte. Von den Anfängen bis zur Gegenwart, die ursprünglich von Theodor Echtermeyer herausgegeben wurde und die er von 1954 bis zu seinem Tod betreute.
Benno von Wiese wurde 1970 emeritiert.

## Zeit desDritten Reiches
Nach der nationalsozialistischen Machtübernahme trat von Wiese am 1. Mai 1933 in die NSDAP ein (Mitgliedsnummer 3.177.157) und wurde am 1. Juli 1933 Mitglied im Nationalsozialistischen Lehrerbund, im Jahr darauf auch im NS-Dozentenbund. Seit dem 1. Juli 1937 übte er in der NSDAP das Amt des Blockleiters (alltagssprachlich auch „Blockwart“) aus. Von Wiese war Autor in Goebbels' Renommierblatt Das Reich und ab 1936 als Lektor in Alfred Rosenbergs Schrifttumskommission im Hauptlektorat Deutsche Literaturgeschichte tätig. Am 1. Februar 1943 wurde von Wiese zur Wehrmacht einberufen, aber 1944 durch den Führererlass „Sonderelbe“ und „Sonderelbe Wissenschaft“ für unabkömmlich („UK“) erklärt, so dass es zu keinem Fronteinsatz kam.
Zu Beginn der NS-Zeit verfasste er apologetische Stellungnahmen zur Germanistik im Nationalsozialismus. Das Verhalten von Wieses, sich ohne äußeren Druck gerne und bereitwillig dem Nationalsozialismus zu verschreiben, war für Hannah Arendt, die mit ihm befreundet war, mit ein Grund für ihre frühzeitige Emigration 1933.
Aufgrund eines entlastenden Gutachtens konnte Benno von Wiese nach 1945 weiter als Universitätslehrer tätig sein.

## Werke

### Eigene Publikationen
- Herder. Grundzüge seines Weltbildes. Bibliographisches Institut, Leipzig 1939
- Chr. Dietrich Grabbe. Hohenstaufendramen: Kaiser Friedrich Barbarossa und Heinrich der sechste. Kohlhammer, Stuttgart 1943
- Die deutsche Tragödie von Lessing bis Hebbel. 2 Bde. Hoffmann u. Campe, Hamburg 1948; Neuauflage 1961.
- Eduard Mörike. Rainer Wunderlich / Hermann Leins, Tübingen u. a. 1950
- Der Mensch in der Dichtung – Studien zur deutschen und europäischen Literatur. Bagel, Düsseldorf 1958
- Friedrich Schiller. Metzler/Poeschel, Stuttgart 1959 (3., durchgesehene. Auflage 1963)
- Der Mensch als Mitmensch. Francke, Bern u. a. 1964
- Die deutsche Novelle. Bagel, Düsseldorf 1974
- Ich erzähle mein Leben. Suhrkamp, Frankfurt am Main 1982. ISBN 3-458-14006-9.

### Herausgebertätigkeit
- Echtermeyer: Deutsche Gedichte. Von den Anfängen bis zur Gegenwart. Mehrere Neuausgaben. Bagel, Düsseldorf 1956 und folgende Jahre
- Die deutsche Lyrik. Form und Geschichte. Interpretationen. 2 Bde. Bagel, Düsseldorf 1957
- Deutsche Literatur in unserer Zeit, hrsg. zusammen mit Wolfgang Kayser. Vandenhoeck u. Ruprecht, Göttingen 1959
- Der deutsche Roman. Interpretationen. Bagel, Düsseldorf 1963
- Das deutsche Drama. Interpretationen. 2 Bde. Bagel, Düsseldorf 1964
- 19. Jahrhundert. Texte und Zeugnisse (= Die deutsche Literatur, Bd. 6)  Beck, München 1965
- Das Erbe Deutscher Dichtung. Von Martin Luther bis Thomas Mann. 6 Bde. Verlag Das Beste, Stuttgart 1965
- Das Gedicht – Eine Sammlung von B. von Wiese, Suhrkamp, Frankfurt am Main 1977